# DVD 비디오

DVD 비디오(DVD-Video)는 DVD (DVD-ROM) 디스크에 디지털 영상을 담는 데 사용하는 일반 소비자들을 위한 비디오 포맷이며 현재 미국, 캐나다, 유럽, 오스트레일리아의 소비자 비디오 포맷을 지배하고 있다. DVD 비디오 규격을 사용하는 디스크들은 DVD 드라이브와 MPEG-2 디코더(이를테면 DVD 플레이어라든지 DVD 재생 소프트웨어를 갖춘 DVD 컴퓨터 드라이브)를 요구한다. 상용 DVD 영화들은 MPEG-2 압축 영상과 여러 포맷의 소리를 합쳐 인코딩한다. DVD 영화를 위한 일반적인 데이터 속도는 3-10 MBit/초이다.

## 해상도와 프레임 속도
DVD 비디오는 최대 9.8 Mbit/초의 MPEG-2나 최대 1.856 Mbit/초의 MPEG-2으로 구성할 수 있다.
다음의 포맷은 MPEG-2 비디오에 허용된다:
- 25 fps (PAL 표준을 사용하는 지역에서 주로 쓰임):

720 × 576 화소 MPEG-2 (D1)
704 × 576 화소 MPEG-2
352 × 576 화소 MPEG-2 (Half-D1, CVD 표준과 동일)
352 × 288 화소 MPEG-2
- 29.97 또는 23.976 fps (NTSC 표준을 사용하는 지역에서 주로 쓰임):

720 × 480 화소 MPEG-2 (D1)
704 × 480 화소 MPEG-2
352 × 480 화소 MPEG-2 (Half-D1, CVD 표준과 동일)
352 × 240 화소 MPEG-2
다음의 포맷들은 MPEG-1 비디오에 허용된다:
- 352 × 288 화소 MPEG-1, 25 fps (VCD 표준과 동일)
- 352 × 240 화소 MPEG-1, 29.97 fps (VCD 표준과 동일)

## 오디오 속도
- PCM: 48 kHz 또는 96 kHz 샘플링 속도, 16 비트 또는 24 비트 리니어 PCM, 2 ~ 6 채널, 최대 6144 k비트/초.
- AC-3: 48 kHz 샘플링 속도, 1 ~ 5.1 (6) 채널, 최대 448 k비트/초
- DTS: 48 kHz 또는 96 kHz 샘플링 속도, 2 ~ 6.1 채널, 절반 속도 (768 k비트/초) 또는 완전한 속도 (1536 k비트/초)
- MP2: 48 kHz 샘플링 속도, 1 ~ 7.1 채널, 최대 912 k비트/초

## 같이 보기
- 블루레이 디스크

## 참조
1. ↑  Washington Times - It's unreel: DVD rentals overtake videocassettes